# رزیدنت ایول: مأموریت‌ها
رزیدنت ایول: ماموریت‌ها (به انگلیسی: Resident Evil: The Missions)، یک بازی منتشر شده برای گوشی تلفن همراه و در سری بازی‌های رزیدنت ایول بوده که توسط شرکت کپ‌کام ساخته شد. این بازی نخستین بار در سال ۲۰۰۸ منتشر شد. این بازی دارای 100 مرحله کوتاه بوده و دارای ویرایش ۳ بعدی نیز می‌باشد.

## خلاصه داستان
بازیباز در این بازی، کنترل شخصیت جیل ولنتاین را برعهده دارد.